# Eugen Trică
Eugen Trică (n. 5 august 1976, Craiova, România) este un fotbalist român retras din activitate, care a jucat pe post de mijlocaș la echipe ca FCU Craiova, Steaua București și CFR Cluj. Pe plan internațional, are prezențe la națională pentru România. După încheierea carierei, a devenit antrenor, și a antrenat, printre altele, Juventus București, UTA Arad și FCU Craiova.

## Cariera de jucător
A debutat pentru Universitatea Craiova în Liga I pe 17 iunie 1995 în meciul împotriva echipei Electroputere Craiova.
Are în palmares un titlul de campion al României cu Steaua București in 1999, Supercupa României în 2001 cu Steaua București și două titluri de campion al României cu CFR Cluj în 2007 și 2008. A câștigat Cupa României cu echipa CFR Cluj și a fost selecționat de 4 ori în echipa națională de fotbal a României, prima selecție în anul 1999, în meciul România - Estonia 2-0, iar ultima selecție în anul 2008, în meciul Bulgaria - România 1-0.
A evoluat în Liga Campionilor cu echipa CFR 1907 Cluj, echipă ce avea sa o părăsească în ianuarie 2009 pentru a se alătura formației cipriote Anorthosis Famagusta.
Trică a revenit la CFR Cluj după nici 6 luni petrecute  în campionatul cipriot, dar nu a jucat decât 15 minute în debutul campionatului 2009-2010, și din cauză că nu a fost folosit prea des, și-a reziliat contractul cu echipa clujeană.
La 25 august 2009, a semnat un contract pentru un sezon cu Universitatea Craiova, echipa la care a debutat în fotbalul mare.
În august 2010, a semnat cu Concordia Chiajna, echipă din Liga a II-a. A reușit să ajute echipa, astfel promovând în Liga I pentru prima oară în istorie. După câteva meciuri în prima ligă, Trică a decis în octombrie 2011 să se retragă.

## Cariera de antrenor
A antrenat pe CFR Cluj, Juventus București, UTA și CSM Metalul Reșița ca principal și CSM Politehnica Iași ca secund.
În ianuarie 2019 a preluat, ca antrenor principal, echipa Sportul Snagov, aflată pe primul loc în Liga a II-a.
În 2021, a reușit promovarea în Liga I cu FC U Craiova. La doar câteva zile după promovare, a fost demis din funcția de antrenor de către patronul echipei, Adrian Mititelu. În noiembrie 2021, Trică a revenit la FC U Craiova, începând al patrulea mandat la echipa olteană. Și acest mandat a fost extrem de scurt, doar patru meciuri rezistând Trică pe banca Universității: un egal (0-0 cu Dinamo) și trei înfrângeri (0-2 cu CFR Cluj, 0-2 cu FC Voluntari și 1-2 cu Academica Clinceni).
A devenit pentru a cincea oară antrenor la FCU Craiova în aprilie 2024.

## Titluri
| Sezon     | Club             | Titlu                  |
| --------- | ---------------- | ---------------------- |
| 1999      | Steaua București | Liga I - Cupa României |
| 2001      | Steaua București | Supercupa României     |
| 2003-2004 | Litex Loveci     | Cupa Bulgariei         |
| 2005-2006 | ȚSKA Sofia       | Cupa Bulgariei         |
| 2006      | ȚSKA Sofia       | Supercupa Bulgariei    |
| 2007-2008 | ȚSKA Sofia       | A PFG                  |
| 2007-08   | CFR 1907 Cluj    | Liga I - Cupa României |
| 2007-08   | CFR 1907 Cluj    | Liga I - Cupa României |
| 2009      | CFR 1907 Cluj    | Supercupa României     |

## Viață personală
Eugen Trică s-a căsătorit a doua oară în iulie 2018 cu Iulia Trica. Din prima căsătorie are doi copii.